# Nils Lofgren
Nils Lofgren (Chicago, 21 juni 1951) is een Amerikaans rockmuzikant, multi-instrumentalist, zanger en songwriter.

## Biografie
Lofgren werd geboren uit Zweeds – Italiaanse ouders. Hij leerde al op zijn vijfde accordeon spelen. Later studeerde hij klassieke muziek en jazz, waarbij hij zich vooral toelegde op gitaar en piano.
Op zijn zeventiende jaar werd Lofgren lid van Neil Youngs Crazy Horse-band en speelde hij onder andere mee op diens legendarische albums After the gold rush (1970) en Tonight's the night (1975). Onderwijl werkte hij met zijn eigen band Grin. 
In 1974 ging Grin uit elkaar en ging Lofgren solo verder. In de tweede helft van de jaren zeventig werd Lofgren vooral bekend door zijn liveoptredens, waarbij hij regelmatig salto’s op de trampoline ten beste gaf. Zijn eerste soloalbum (Nils Lofgren, 1975) was direct een internationaal succes. Bij elkaar bereikten acht albums de Amerikaanse Billboard Album Top 200. De singles Shine silently (1979), Night fades away (1981), Secrets in the street (1985) en Valentine (1991) bereikten hitlijsten in verschillende landen.
Nadat begin jaren tachtig zijn populariteit wat afnam werd Lofgren in 1984 lid van Bruce Springsteens E Street Band, als vervanger van Steven Van Zandt. In 1989 werd de E Street Band voor langere tijd op 'pauze' gezet door Springsteen en begon Lofgren weer met soloprojecten. Ook ging hij opnieuw werken als begeleidingsmuzikant van andere popsterren, zoals Springsteens vrouw Patti Scialfa, Ringo Starr's All Starr Band, opnieuw Neil Young en later ook weer Springsteen.
In 2008 kreeg Lofgren een vervangende heup.
Lofgren werd in 2014 opgenomen in de Rock and Roll Hall of Fame als lid van de E Street Band.

## Discografie

### Grin
- 1971: Grin
- 1972: 1+1
- 1973: All out
- 1973: Gone crazy

### met Neil Young
- 1970: After the gold rush
- 1975: Tonight's the night
- 1982: Trans
- 1993: MTV unplugged
- 2021: Barn

### met Crazy Horse
- 1971: Crazy Horse

### met Jerry Williams
- 1972: Spindizzy

### met Bruce Springsteen
- 1986: Live 1975-85
- 1987: Tunnel of love
- 1988: Chimes of freedom
- 1995: Greatest hits
- 2001: Bruce Springsteen & the E Street Band: Live in New York City
- 2002: The rising
- 2007: Magic
- 2009: Working on a dream
- 2012:  Wrecking ball
- 2014: High hopes
- 2020: Letter To You

### met Lou Reed (als medeschrijver)
- 1979: The bells

### Soloalbums
- 1975: Nils Lofgren
- 1975: Back it up!! (live)
- 1976: Cry tough
- 1977: I came to dance
- 1978: Night after night (live)
- 1979: Nils
- 1981: Night fades away
- 1981: Best of Nils Lofgren
- 1982: A rhythm of romance
- 1983: Wonderland
- 1985: Flip
- 1986: Code of the road, live '85
- 1991: Silver lining
- 1992: Crooked line
- 1993: Every breath, soundtrack
- 1993: Live on the test
- 1994: Code of the road, live
- 1995: Damaged goods
- 1997: Acoustic live
- 1997: Archive live, live N.J. Stone Pony 1985
- 1998: Into the night, best of
- 1998: New lives, BBC
- 2001: Bootleg, Live 1975
- 2001: Breakaway angel
- 2002: Tuff stuff - the best of the All-Madden Team Band
- 2003: Nils Lofgren Band live
- 2006: Sacred weapon
- 2008: The loner (Nils sings Neil)
- 2011: Old school
- 2015: UK 2015: Face The Music tour
- 2019: Blue With Lou
- 2020: Weathered (live)

### NPO Radio 2 Top 2000
| Nummer met noteringen in de NPO Radio 2 Top 2000 | '99  | '00 | '01  | '02  | '03  | '04  | '05  | '06  | '07 | '08  | '09  | '10  |
| ------------------------------------------------ | ---- | --- | ---- | ---- | ---- | ---- | ---- | ---- | --- | ---- | ---- | ---- |
| Shine silently                                   | 1232 | -   | 1128 | 1048 | 1404 | 1458 | 1774 | 1655 | -   | 1821 | 1978 | 1883 |

1. ↑  Een '-' betekent dat het nummer niet was genoteerd en een vetgedrukt getal geeft de hoogste notering aan.
2. ↑  Deze tabel is bijgewerkt tot en met de laatste editie (2024).